# هوهنوارت
هوهنوارت (به آلمانی: Hohenwart) یک شهر در آلمان است که در بایرن واقع شده‌است.

## خصوصیات
هوهنوارت ۵۲٫۲۱ کیلومترمربع مساحت دارد ۳۹۵ متر بالاتر از سطح دریا واقع شده‌است.